# Mukacheve (huyện)
Huyện Mukachevo (tiếng Ukraina: Мукачівський район, chuyển tự: Mukachevos'kyi raion) là một huyện của tỉnh Zakarpattia thuộc Ukraina. Huyện Mukachevo có diện tích 997 km², dân số theo điều tra dân số ngày 5 tháng 12 năm 2001 là 101572 người với mật độ 102 người/km2. Trung tâm huyện nằm ở Mukachevo.